# COVID-19-Pandemie in Jordanien
Die COVID-19-Pandemie in Jordanien tritt als regionales Teilgeschehen des weltweiten Ausbruchs der Atemwegserkrankung COVID-19 auf und beruht auf Infektionen mit dem Ende 2019 neu aufgetretenen Virus SARS-CoV-2 aus der Familie der Coronaviren. Die COVID-19-Pandemie breitete sich seit Dezember 2019 von China ausgehend aus. Ab dem 11. März 2020 stufte die Weltgesundheitsorganisation (WHO) das Ausbruchsgeschehen des neuartigen Coronavirus als Pandemie ein.

## Verlauf
Am 2. März 2020 wurde der erste COVID-19-Fall in Jordanien bestätigt. In den WHO-Situationsberichten tauchte dieser Fall erstmals am 3. März 2020 auf.
Am 21. März 2020 waren es über 100 und am 7. Mai über 500 Infizierte. Am 17. Juni wurde der tausendste Infizierte gemeldet. Bis Mitte Juli 2020 gab es nur zwei Mal mehr als 30 Infizierte an einem Tag. Bis zum 25. Mai 2020 starben 9 Menschen mit Covid-19-Befund. In den folgenden anderthalb Monaten kam nur ein einziger Todesfall hinzu.

## Statistik
Die Fallzahlen entwickelten sich während der COVID-19-Pandemie in Jordanien wie folgt:

### Infektionen

Bestätigte Infizierte in Jordanien nach Daten der WHO. Oben kumuliert, unten Tageswerte

### Todesfälle

Bestätigte Todesfälle in Jordanien nach Daten der WHO. Oben kumuliert, unten Tageswerte